# アナウ
アナウ（ラテン文字: Anau, Annau, トルクメン語: Änew）は、トルクメニスタンアハル州の都市。2022年12月までは同州の州都であった。1989年時点の人口は9,332人、2022年時点の人口は28,653人。

## 概要
アナウは首都アシガバートの約8km南東にあり、街にはアシガバートへと続く高速道路M37が通っている。アナウ付近にあるアナウ遺跡は紀元前3000年にまでその歴史を遡り、人類最古の農耕集落の一つとされている他、青銅器時代から初期鉄器時代にかけた時期の彩文土器が見つかっている。
アナウという都市名はペルシア語で「新しい水」を意味するアビナウ（ペルシア語: آب نو）に由来している。